# Max Martin
Max Martin, pseudonimo di Martin Karl Sandberg (Stoccolma, 26 febbraio 1971), è un produttore discografico, compositore e manager svedese.
Divenuto famoso per aver collaborato alla realizzazione di successi nella musica pop, fra i quali alcuni singoli della celebre popstar Britney Spears, I Want It That Way dei Backstreet Boys, It's My Life dei Bon Jovi e singoli di altre popstar come Katy Perry, Ariana Grande, Kesha, Taylor Swift, i Maroon 5, The Weeknd e i Coldplay.

## Biografia
Figlio di una madre insegnante e di un padre poliziotto.
Prima di iniziare a lavorare nello spettacolo sfruttando la sua passione musicale ha seguito durante tutta la sua gioventù le numerose attività imprenditoriali paterne e si è laureato in Marketing ed Economia.

### Carriera
Ha iniziato collaborando con Britney Spears e ha scritto per lei il testo di alcuni successi tra cui la sua prima hit, ...Baby One More Time. Il produttore seguì la cantante nella sua carriera sino al 2001, cioè per i primi tre album. Tra gli artisti con cui ha collaborato sono da ricordare i Backstreet Boys, i Bon Jovi, gli *N Sync, gli A-ha, i The Ark, Céline Dion e James Blunt. Inoltre ha lavorato all'EP di Kesha Cannibal e con Katy Perry.
Tra il 2010 e il 2011 ha co-scritto e co-prodotto, con la cantautrice canadese Avril Lavigne, i brani What the Hell, Smile, Wish You Were Here, e I Love You inclusi nel quarto album di Avril, intitolato Goodbye Lullaby.
Nel 2011 è tornato inoltre a lavorare per la Spears scrivendo e producendo alcuni brani del suo settimo album Femme Fatale.
A partire dal 2001 Martin è considerato uno dei maggiori produttori di musica internazionale e una delle personalità più
competenti nel mondo della musica. La sua carriera si è fortificata quando nel 2002 Richard Branson, presidente della Virgin Jive, valutò che a uno dei frontman dei The Ark, Jepson, serviva urgentemente un manager personale per seguire individualmente la sua immagine ed i suoi impegni professionali in modo più accurato, ovvero come singolo e non solo come componente di un gruppo gestito dall'agente discografico generale Virgin Jon Gray. Visti gli ottimi rapporti che intercorrevano tra i due già dalle registrazioni del debut album della band e la grande esperienza di Martin, questo è diventato, a partire dal 2002, il manager di Jepson dei The Ark, vero e proprio fenomeno di costume in Scandinavia come star e di ottimo successo in diversi altri paesi.
Nel 2014 è uno dei produttori dell'ottavo album in studio, decimo nella sua carriera, di Jennifer Lopez, A.K.A. e ha anche scritto il secondo singolo estratto da quest'album, First Love, pubblicato il 1º maggio 2014. Ha inoltre collaborato al quinto album, 1989, e Reputation di Taylor Swift. Nel 2018 affianca Ariana Grande in Sweetener come produttore di alcune canzoni.
Nel 2020, collabora per la prima volta con Lady Gaga e co-scrive e co-produce il suo singolo Stupid Love, tratto dal suo sesto album in studio Chromatica. Sempre nel 2020 collabora con The Weeknd e produce In Your Eyes.

## Canzoni scritte e/o co-scritte
| Anno | Artista              | Album                                      | Canzone                                                | Co-scritto con |
| ---- | -------------------- | ------------------------------------------ | ------------------------------------------------------ | --- |
| 1994 | E-Type               | Made in Sweden                             | "Me No Want Miseria"                                   | Martin Eriksson, Herbie Crichlow |
| 1995 | 3T                   | Brotherhood                                | "It's Gotta Be You"                                    | Dag Volle, Herbie Crichlow |
| 1995 | Herbie               | Fingers                                    | "Big Funky Dealer"                                     | Dag Volle, Herbie Crichlow |
| 1995 | Herbie               | Fingers                                    | "Change"                                               | Dag Volle, Herbie Crichlow |
| 1995 | Herbie               | Fingers                                    | "Come Together"                                        | Herbie Crichlow |
| 1995 | Herbie               | Fingers                                    | "Gangs to the Max"                                     | Dag Volle, Herbie Crichlow |
| 1995 | Herbie               | Fingers                                    | "Rainbow Child"                                        | Dag Volle, Herbie Crichlow |
| 1995 | Herbie               | Fingers                                    | "Right Type of Mood"                                   | Herbie Crichlow |
| 1995 | Leila K              | Manic Panic                                | "Electric"                                             | Dag Volle, Herbie Crichlow, Laila El Khalifi, Chris Barbosa, Ed Chisholm |
| 1995 | Discovery            |                                            | "Straight Up Funk"                                     | Dag Volle, Herbie Crichlow |
| 1996 | Backstreet Boys      | Backstreet Boys                            | "I Wanna Be with You"                                  | Dag Volle |
| 1996 | Backstreet Boys      | Backstreet Boys                            | "Quit Playing Games (With My Heart)"                   | Herbie Crichlow |
| 1996 | Backstreet Boys      | Backstreet Boys                            | "Nobody But You"                                       | Dag Volle, Herbie Crichlow |
| 1996 | Backstreet Boys      | Backstreet Boys                            | "We've Got It Goin' On"                                | Dag Volle, Herbie Crichlow |
| 1996 | George               | All the Way                                | "Up 'n Down"                                           | Dag Volle, George Shahin, Marco Rakascan |
| 1996 | George               | All the Way                                | "The Things You Do"                                    | George Shahin, Herbie Crichlow |
| 1996 | Leila K              | Manic Panic                                | "Blacklisted"                                          | Dag Volle, David Wahlgren |
| 1996 | Leila K              | Manic Panic                                | "C'Mon Now"                                            | Dag Volle, Herbie Crichlow, Gene Simmons, Vincent Cusano |
| 1996 | Leila K              | Manic Panic                                | "Rude Boy"                                             | Dag Volle, Herbie Crichlow, Laila El Khalifi, David Wahlgren |
| 1997 | Backstreet Boys      | Backstreet's Back                          | "Everybody (Backstreet's Back)"                        | Dag Volle |
| 1997 | Backstreet Boys      | Backstreet's Back                          | "As Long as You Love Me"                               | |
| 1997 | Backstreet Boys      | Backstreet's Back                          | "That's the Way I Like It"                             | Dag Volle, Herbie Crichlow |
| 1997 | Backstreet Boys      | Backstreet's Back                          | "10,000 Promises"                                      | |
| 1997 | DeDe                 | I Do                                       | "Get to You"                                           | Per Magnusson, David Kreuger, Kristian Lundin |
| 1997 | DeDe                 | I Do                                       | "My Lover"                                             | Per Magnusson, David Kreuger, DeDe Lopez |
| 1997 | Robyn                | Robyn Is Here                              | "Do You Know (What It Takes)"                          | Robin Carlsson, Dag Volle, Herbie Crichlow |
| 1997 | Robyn                | Robyn Is Here                              | "Show Me Love"                                         | Robin Carlsson |
| 1997 | Solid HarmoniE       | Solid HarmoniE                             | "I'll Be There for You"                                | Kristian Lundin |
| 1997 | Solid HarmoniE       | Solid HarmoniE                             | "I Wanna Love You"                                     | Kristian Lundin |
| 1997 | Solid HarmoniE       | Solid HarmoniE                             | "I Want You to Want Me"                                | Jacob Schulze |
| 1997 | Solid HarmoniE       | Solid HarmoniE                             | "To Love Once Again"                                   | Kristian Lundin |
| 1998 | 5ive                 | 5ive                                       | "It's the Things You Do"                               | George Shahin, Herbie Crichlow |
| 1998 | 5ive                 | 5ive                                       | "Slam Dunk (Da Funk)"                                  | Dag Volle, Jacob Schulze, Herbie Crichlow |
| 1998 | 5ive                 | 5ive                                       | "Until the Time Is Through"                            | Andreas Carlsson |
| 1998 | 5ive                 | 5ive                                       | "Don't You Want It"                                    | Dag Volle, Richard Breen, Jason Brown, Sean Conlon, Ritchie Neville, Scott Robinson |
| 1998 | Bryan Adams          | On a Day Like Today                        | "Before the Night Is Over"                             | Bryan Adams |
| 1998 | Bryan Adams          | On a Day Like Today                        | "Cloud Number Nine"                                    | Bryan Adams, Gretchen Peters |
| 1998 | Gary Barlow          | Open Road                                  | "Superhero"                                            | Kristian Lundin, Gary Barlow |
| 1998 | Jessica Folcker      | Jessica                                    | "A Little Bit Longer"                                  | Dag Volle |
| 1998 | Jessica Folcker      | Jessica                                    | "Falling in Love"                                      | Andreas Carlsson |
| 1998 | Jessica Folcker      | Jessica                                    | "How Will I Know (Who You Are)"                        | Kristian Lundin, Andreas Carlsson |
| 1998 | Jessica Folcker      | Jessica                                    | "Private Eye"                                          | Dag Volle |
| 1998 | Jessica Folcker      | Jessica                                    | "Tell Me What You Like"                                | Dag Volle, Herbie Crichlow |
| 1998 | Jessica Folcker      | Jessica                                    | "Turned and Walked Away"                               | Jake Schulze |
| 1998 | *NSYNC               | *NSYNC                                     | "I Want You Back"                                      | Dag Volle |
| 1998 | *NSYNC               | *NSYNC                                     | "Tearin' Up My Heart"                                  | Kristian Lundin |
| 1998 | Britney Spears       | ...Baby One More Time                      | "...Baby One More Time"                                | |
| 1999 | Backstreet Boys      | Millennium                                 | "Larger than Life"                                     | Kristian Lundin, Brian Littrell |
| 1999 | Backstreet Boys      | Millennium                                 | "I Want It That Way"                                   | Andreas Carlsson |
| 1999 | Backstreet Boys      | Millennium                                 | "Show Me the Meaning of Being Lonely"                  | Herbie Crichlow |
| 1999 | Backstreet Boys      | Millennium                                 | "It's Gotta Be You"                                    | Robert John "Mutt" Lange |
| 1999 | Backstreet Boys      | Millennium                                 | "Don't Want You Back"                                  | |
| 1999 | Backstreet Boys      | Millennium                                 | "Don't Wanna Lose You Now"                             | |
| 1999 | Backstreet Boys      | Millennium                                 | "The One"                                              | Brian Littrell |
| 1999 | Britney Spears       | ...Baby One More Time                      | "(You Drive Me) Crazy"                                 | Jörgen Elofsson, Per Magnusson, David Kreuger, |
| 1999 | Britney Spears       | ...Baby One More Time                      | "I Will Be There"                                      | Andreas Carlsson |
| 1999 | Céline Dion          | All the Way... A Decade of Song            | "That's the Way It Is"                                 | Kristian Lundin, Andreas Carlsson |
| 1999 | Drain STH            | Freaks Of Nature                           | "Right Through You"                                    | Maria Sjöholm |
| 1999 | Drain STH            | Freaks Of Nature                           | "Simon Says"                                           | Martina Axén, Maria Sjöholm, Herbie Crichlow |
| 1999 | Gary Barlow          | Twelve Months, Eleven Days                 | "For All That You Want"                                | Gary Barlow, Kristian Lundin |
| 1999 | Westlife             | Westlife                                   | "I Need You"                                           | Andreas Carlsson, Rami Yacoub |
| 2000 | Artister för Amnesty |                                            | "Tusen Röster"                                         | Mauro Scocco |
| 2000 | Backstreet Boys      | Black & Blue                               | "The Call"                                             | Rami Yacoub |
| 2000 | Backstreet Boys      | Black & Blue                               | "Shape of My Heart"                                    | Rami Yacoub, Lisa Miskovsky |
| 2000 | Backstreet Boys      | Black & Blue                               | "Get Another Boyfriend"                                | Rami Yacoub |
| 2000 | Backstreet Boys      | Black & Blue                               | "It's True"                                            | Andreas Carlsson, Kevin Richardson |
| 2000 | Bon Jovi             | Crush                                      | "It's My Life"                                         | John Bongiovi, Richie Sambora |
| 2000 | Britney Spears       | Oops!... I Did It Again                    | "Oops!... I Did It Again"                              | Rami Yacoub |
| 2000 | Britney Spears       | Oops!... I Did It Again                    | "Stronger"                                             | Rami Yacoub |
| 2000 | Britney Spears       | Oops!... I Did It Again                    | "Don't Go Knocking on My Door"                         | Rami Yacoub, Alexander Kronlund, Jake Schulze |
| 2000 | Britney Spears       | Oops!... I Did It Again                    | "Lucky"                                                | Rami Yacoub, Alexander Kronlund |
| 2000 | Britney Spears       | Oops!... I Did It Again                    | "Where Are You Now"                                    | Rami Yacoub, Andreas Carlsson |
| 2000 | Britney Spears       | Oops!... I Did It Again                    | "Can't Make You Love Me"                               | Kristian Lundin, Andreas Carlsson |
| 2000 | Britney Spears       | Oops!... I Did It Again                    | "Girl in the Mirror"                                   | Rami Yacoub, Jörgen Elofsson |
| 2000 | Jessica Folker       | Dino                                       | "Missing You Crazy"                                    | Jolyon Skinner |
| 2000 | NSYNC                | No Strings Attached                        | "It's Gonna Be Me"                                     | Rami Yacoub, Andreas Carlsson |
| 2000 | NSYNC                | No Strings Attached                        | "I'll Never Stop"                                      | Kristian Lundin, Alexander Kronlund |
| 2000 | Westlife             | Coast to Coast                             | "When You're Looking Like That"                        | Rami Yacoub, Andreas Carlsson |
| 2000 | Westlife             | Coast to Coast                             | "You Make Me Feel"                                     | Nick Jarl, Patric Jonsson |
| 2001 | Lambretta            | Lambretta                                  | "Bimbo"                                                | Per Aldeheim, Alexander Kronlund |
| 2001 | Lambretta            | Lambretta                                  | "Creep"                                                | Per Aldeheim, Alexander Kronlund |
| 2001 | *NSYNC               | Celebrity                                  | "Tell Me, Tell Me...Baby"                              | Rami Yacoub |
| 2001 | Prime STH            | Underneath the Surface                     | "I'm Stupid (Don't Worry 'Bout Me)"                    | Noa Modén |
| 2001 | Britney Spears       | Britney                                    | "Overprotected"                                        | Rami Yacoub |
| 2001 | Britney Spears       | Britney                                    | "I'm Not a Girl, Not Yet a Woman"                      | Rami Yacoub, Florian Armstrong |
| 2001 | Britney Spears       | Britney                                    | "Cinderella"                                           | Rami Yacoub, Britney Spears |
| 2001 | Britney Spears       | Britney                                    | "Bombastic Love"                                       | Rami Yacoub |
| 2002 | Def Leppard          | X                                          | "Unbelievable"                                         | Andreas Carlsson, Per Aldeheim |
| 2002 | Play                 | Play                                       | "Is It Love"                                           | Jörgen Elofsson |
| 2002 | Pain                 | Nothing Remains the Same                   | "Just Hate Me"                                         | Per Aldeheim |
| 2002 | Nick Carter          | Now or Never                               | "I Got You"                                            | Rami Yacoub |
| 2002 | Nick Carter          | Now or Never                               | "Blow Your Mind"                                       | Rami Yacoub, Per Aldeheim |
| 2002 | Nick Carter          | Now or Never                               | "I Just Wanna Take You Home"                           | Rami Yacoub, Per Aldeheim |
| 2003 | Céline Dion          | One Heart                                  | "Love Is All We Need"                                  | Rami Yacoub |
| 2003 | Céline Dion          | One Heart                                  | "Faith"                                                | Rami Yacoub |
| 2003 | Céline Dion          | One Heart                                  | "In His Touch"                                         | Rami Yacoub |
| 2004 | Ana Johnsson         | The Way I Am                               | "Don't Cry for Pain"                                   | Ana Johnsson |
| 2004 | Ana Johnsson         | The Way I Am                               | "I'm Stupid"                                           | Noa Modén |
| 2004 | Kelly Clarkson       | Breakaway                                  | "Since U Been Gone"                                    | Lukasz Gottwald |
| 2004 | Kelly Clarkson       | Breakaway                                  | "Behind These Hazel Eyes"                              | Kelly Clarkson, Lukasz Gottwald |
| 2004 | E-Type               | Loud Pipes Save Lives                      | "Camilla"                                              | Fredrik Ekdahl, Martin Eriksson |
| 2004 | E-Type               | Loud Pipes Save Lives                      | "Olympia"                                              | Fredrik Ekdahl, Martin Eriksson |
| 2005 | A-ha                 | Analogue                                   | "Analogue (All I Want)"                                | Magne Furuholmen, Paul Waaktaar-Savoy |
| 2005 | Backstreet Boys      | Never Gone                                 | "Just Want You to Know"                                | Lukasz Gottwald |
| 2005 | Backstreet Boys      | Never Gone                                 | "I Still..."                                           | Rami Yacoub |
| 2005 | Backstreet Boys      | Never Gone                                 | "Climbing the Walls"                                   | Lukasz Gottwald |
| 2005 | Backstreet Boys      | Never Gone                                 | "Siberia"                                              | Rami Yacoub, Alexandra Talomaa |
| 2005 | Bon Jovi             | Have a Nice Day                            | "Complicated"                                          | John Bongiovi, William Falcone |
| 2005 | Twill                |                                            | "Is It Love"                                           | Jörgen Elofsson |
| 2005 | Darin                | The Anthem                                 | "Stand by Me"                                          | Alexandra Talomaa |
| 2005 | Marion Raven         | Here I Am                                  | "Break You"                                            | Lukasz Gottwald |
| 2005 | Marion Raven         | Here I Am                                  | "Here I Am"                                            | Rami Yacoub, Marion Ravn |
| 2005 | Marion Raven         | Here I Am                                  | "Little by Little"                                     | Rami Yacoub, Peter Svensson, Marion Ravn |
| 2005 | Marion Raven         | Here I Am                                  | "End of Me"                                            | Rami Yacoub, Marion Ravn |
| 2005 | Marion Raven         | Here I Am                                  | "Six Feet Under"                                       | Rami Yacoub, Marion Ravn |
| 2005 | Marion Raven         | Here I Am                                  | "Gotta Be Kidding"                                     | Rami Yacoub, Camela Leierth, Marion Ravn |
| 2005 | Marion Raven         | Here I Am                                  | "In Spite of Me"                                       | Rami Yacoub, Alexandra Talomaa, Marion Ravn |
| 2005 | Marion Raven         | Here I Am                                  | "There I Said It"                                      | Marion Ravn |
| 2005 | The Veronicas        | The Secret Life of...                      | "4ever"                                                | Lukasz Gottwald |
| 2005 | The Veronicas        | The Secret Life of...                      | "Everything I'm Not"                                   | Lukasz Gottwald, Jessica Origliasso, Lisa Origliasso, Rami Yacoub |
| 2005 | Bo Bice              | The Real Thing                             | "U Make Me Better"                                     | Lukasz Gottwald, Jill Latiano |
| 2005 | Bo Bice              | The Real Thing                             | "Lie...It's All Right"                                 | Lukasz Gottwald |
| 2006 | Pink                 | I'm Not Dead                               | "Who Knew"                                             | Alecia Moore, Lukasz Gottwald |
| 2006 | Pink                 | I'm Not Dead                               | "'Cuz I Can"                                           | Alecia Moore, Lukasz Gottwald |
| 2006 | Pink                 | I'm Not Dead                               | "U + Ur Hand"                                          | Alecia Moore, Lukasz Gottwald, Rami Yacoub |
| 2006 | Darin                | Break the News                             | "Extraordinary Love"                                   | Rami Yacoub, Robin Carlsson, Patrik Berger |
| 2006 | Ashley Parker Angel  | Soundtrack to Your Life                    | "I'm Better"                                           | Lukasz Gottwald, Shelly Peiken |
| 2006 | Ashley Parker Angel  | Soundtrack to Your Life                    | "Let U Go"                                             | Lukasz Gottwald |
| 2006 | Megan McCauley       | Better Than Blood                          | "Tap That"                                             | Lukasz Gottwald, Megan McCauley |
| 2006 | Stephanie McIntosh   | Tightrope                                  | "Mistake"                                              | Rami Yacoub, Arnthor Birgisson |
| 2006 | Linda Sundblad       | Oh My God!                                 | "Pretty Rebels"                                        | Alexander Kronlund, Linda Sundblad, Tobias Karlsson |
| 2006 | Kelis                | Kelis Was Here                             | "I Don't Think So"                                     | Lukasz Gottwald |
| 2006 | Tobias Regner        | Straight                                   | "Hologram"                                             | Per Aldeheim, Tony Cornelissen |
| 2007 | Avril Lavigne        | The Best Damn Thing                        | "I Will Be"                                            | Avril Lavigne, Lukasz Gottwald |
| 2007 | Avril Lavigne        | The Best Damn Thing                        | "Alone"                                                | Avril Lavigne, Lukasz Gottwald |
| 2007 | Enrique Iglesias     |                                            | "Alive"                                                | Enrique Iglesias, Rami Yacoub, Arnthor Birgisson |
| 2007 | Shayne Ward          | Breathless                                 | "If That's OK with You"                                | Savan Kotecha, Arnthor Birgisson |
| 2007 | James Blunt          | All the Lost Souls                         | Carry You Home                                         | James Blount |
| 2007 | Stanfour             | Wild Life                                  | "Do It All"                                            | Per Aldeheim |
| 2007 | Apocalyptica         | Worlds Collide                             | "I Don't Care"                                         | Eicca Toppinen, Adam Gontier |
| 2007 | Amy Diamond          | Music in Motion                            | "Stay My Baby"                                         | Tommy Tysper |
| 2007 | Daughtry             | Daughtry                                   | "Feels Like Tonight"                                   | Lukasz Gottwald, Sheppard Solomon |
| 2007 | Leona Lewis          | Spirit                                     | "I Will Be"                                            | Avril Lavigne, Lukasz Gottwald |
| 2008 | Katy Perry           | One of the Boys                            | "I Kissed a Girl"                                      | Katy Perry, Lukasz Gottwald, Cathy Dennis |
| 2008 | Katy Perry           | One of the Boys                            | "Hot n Cold"                                           | Katy Perry, Lukasz Gottwald |
| 2008 | Carolina Liar        | Coming to Terms                            | "Last Night"                                           | Tobias Karlsson, Chad Wolfinbarger |
| 2008 | Carolina Liar        | Coming to Terms                            | "Done Stealin"                                         | Tobias Karlsson, Per Aldeheim, Chad Wolfinbarger |
| 2008 | Carolina Liar        | Coming to Terms                            | "Beautiful World"                                      | Tobias Karlsson, Chad Wolfinbarger |
| 2008 | Carolina Liar        | Coming to Terms                            | "Best Friend's Girl"                                   | Tobias Karlsson, Alexander Kronlund, Chad Wolfinbarger |
| 2008 | Simple Plan          | Simple Plan                                | "Generation"                                           | Simple Plan, Nate Hills, Arnold Lanni |
| 2008 | Cyndi Lauper         | Bring Ya to the Brink                      | "Into the Night Life"                                  | Cyndi Lauper, Peer Åström, Johan Bobäck |
| 2008 | Lesley Roy           | Unbeautiful                                | "I'm Gone I'm Going"                                   | Lesley Roy, Johan Schuster, Alexander Kronlund |
| 2008 | Lesley Roy           | Unbeautiful                                | "Here for You Now"                                     | Lesley Roy |
| 2008 | Lesley Roy           | Unbeautiful                                | "Psycho Bitch"                                         | Lesley Roy, Savan Kotecha |
| 2008 | Lesley Roy           | Unbeautiful                                | "Slow Goodbye"                                         | Lesley Roy, Lukasz Gottwald, Katy Perry |
| 2008 | Lesley Roy           | Unbeautiful                                | "Thinking Out Loud"                                    | Lesley Roy |
| 2008 | Lesley Roy           | Unbeautiful                                | "Dead But Breathing"                                   | Lesley Roy, Camela Leierth, Per Aldeheim |
| 2008 | Lesley Roy           | Unbeautiful                                | "Unbeautiful"                                          | Rami Yacoub, Lesley Roy |
| 2008 | Skye Sweetnam        | Sound Soldier                              | "Girl Like Me"                                         | Skye Sweetnam, Lukasz Gottwald, Shelly Peiken |
| 2008 | Pink                 | Funhouse                                   | So What                                                | Alecia Moore, Johan Schuster |
| 2008 | Pink                 | Funhouse                                   | "I Don't Believe You"                                  | Alecia Moore |
| 2008 | Pink                 | Funhouse                                   | "Please Don't Leave Me"                                | Alecia Moore |
| 2008 | Pink                 | Funhouse                                   | "It's All Your Fault"                                  | Alecia Moore, Johan Schuster |
| 2008 | Pink                 | Funhouse                                   | "Boring"                                               | Alecia Moore, Johan Schuster |
| 2008 | Pink                 | Funhouse                                   | "Whataya Want from Me" (Unreleased)                    | Alecia Moore, Johan Schuster |
| 2008 | Vanessa Hudgens      | Identified                                 | "Identified"                                           | Lukasz Gottwald, Cathy Dennis |
| 2008 | Sugababes            | Catfights and Spotlights                   | "Unbreakable Heart"                                    | Klas Åhlund |
| 2008 | Britney Spears       | Circus                                     | "If U Seek Amy"                                        | Johan Schuster, Savan Kotecha, Alexander Kronlund |
| 2009 | Kelly Clarkson       | All I Ever Wanted                          | "My Life Would Suck Without You"                       | Lukasz Gottwald, Claude Kelly |
| 2009 | Dean                 | Desire                                     | "Hologram"                                             | Tony Cornelissen, Per Aldeheim |
| 2009 | Living Things        | Habeas Corpus                              | "Let It Rain"                                          | Cory Becker, Josh Rothman, Jason Rothman, Yves Rothman |
| 2009 | Living Things        | Habeas Corpus                              | "Oxygen"                                               | Johan Schuster, Cory Becker, Josh Rothman, Jason Rothman, Yves Rothman |
| 2009 | Mitchel Musso        | Mitchel Musso                              | "Do It Up"                                             | Per Aldeheim |
| 2009 | Britney Spears       | The Singles Collection                     | "3"                                                    | Johan Schuster, Tiffany Amber |
| 2009 | Backstreet Boys      | This Is Us                                 | "Bigger"                                               | Johan Schuster, Tiffany Amber |
| 2009 | Leona Lewis          | Echo                                       | "I Got You"                                            | Arnthor Birgisson, Savan Kotecha |
| 2009 | Leona Lewis          | Echo                                       | "Outta My Head"                                        | Johan Schuster, Savan Kotecha |
| 2009 | Carrie Underwood     | Play On                                    | "Quitter"                                              | Johan Schuster, Savan Kotecha |
| 2009 | Allison Iraheta      | Just Like You                              | "Friday I'll Be Over U"                                | Johan Schuster, Tiffany Amber, Savan Kotecha |
| 2009 | Allison Iraheta      | Just Like You                              | "Just Like You"                                        | Johan Schuster, Savan Kotecha |
| 2009 | Adam Lambert         | For Your Entertainment                     | "Whataya Want from Me"                                 | Alecia Moore, Johan Schuster |
| 2009 | Adam Lambert         | For Your Entertainment                     | "If I Had You"                                         | Johan Schuster, Savan Kotecha |
| 2009 | Unsung Hero          |                                            | "Get It Over With"                                     | Sofi Bonde, Tobias Karlsson |
| 2009 | Erik Hassle          | Hassle                                     | "Love Me to Pieces"                                    | Erik Hassle, Tommy Tysper, Reinhold Mack |
| 2010 | Kesha                | Animal                                     | "Kiss n Tell"                                          | Kesha Sebert, Lukasz Gottwald, Johan Schuster |
| 2010 | Kesha                | Animal                                     | "Hungover"                                             | Kesha Sebert, Johan Schuster |
| 2010 | Kesha                | Animal                                     | "D.I.N.O.S.A.U.R."                                     | Kesha Sebert, Johan Schuster |
| 2010 | Kesha                | Cannibal                                   | "Blow"                                                 | Kesha Sebert, Lukasz Gottwald, Benjamin Levin, Klas Åhlund, Allan Grigg |
| 2010 | Kesha                | Cannibal                                   | "Crazy Beautiful Life"                                 | Kesha Sebert, Lukasz Gottwald, Pebe Sebert |
| 2010 | Kesha                | Cannibal                                   | "Grow a Pear"                                          | Kesha Sebert, Lukasz Gottwald, Benjamin Levin |
| 2010 | Miranda Cosgrove     | Sparks Fly                                 | "Oh Oh"                                                | Peer Åström, Savan Kotecha |
| 2010 | Erik Grönwall        | Somewhere Between a Rock and a Hard Place  | "In Spite of Me"                                       | Rami Yacoub, Alexandra Talomaa, Marion Ravn |
| 2010 | Katy Perry           | Teenage Dream                              | "California Gurls"                                     | Lukasz Gottwald, Calvin Broadus, Katy Perry, Benjamin Levin, Bonnie McKee |
| 2010 | Katy Perry           | Teenage Dream                              | "Teenage Dream"                                        | Lukasz Gottwald, Katy Perry, Benjamin Levin, Bonnie McKee |
| 2010 | Katy Perry           | Teenage Dream                              | "Last Friday Night (T.G.I.F.)"                         | Lukasz Gottwald, Bonnie McKee, Katy Perry |
| 2010 | Katy Perry           | Teenage Dream                              | "The One That Got Away"                                | Lukasz Gottwald, Katy Perry |
| 2010 | Katy Perry           | Teenage Dream                              | "E.T."                                                 | Lukasz Gottwald, Joshua Coleman, Katy Perry |
| 2010 | Taio Cruz            | Rokstarr                                   | "Dynamite"                                             | Taio Cruz, Lukasz Gottwald, Benjamin Levin, Bonnie McKee |
| 2010 | Usher                | Versus                                     | "DJ Got Us Fallin' in Love"                            | Johan Schuster, Savan Kotecha, Armando Christian Pérez |
| 2010 | Pink                 | Greatest Hits... So Far!!!                 | "Raise Your Glass"                                     | Alecia Moore, Johan Schuster |
| 2010 | Pink                 | Greatest Hits... So Far!!!                 | "Fuckin' Perfect"                                      | Alecia Moore, Johan Schuster |
| 2010 | Linda Sundblad       | Manifest                                   | "Making Out"                                           | Linda Sundblad |
| 2010 | Linda Sundblad       | Manifest                                   | "2 All My Girls"                                       | Linda Sundblad, Alexander Kronlund |
| 2010 | Robyn                | Body Talk                                  | "Time Machine"                                         | Robin Carlsson, Johan Schuster, Sophia Somajo |
| 2010 | Shayne Ward          | Obsession                                  | "Close to Close"                                       | Arnthor Birgisson, Savan Kotecha |
| 2011 | Britney Spears       | Femme Fatale                               | "Hold It Against Me"                                   | Lukasz Gottwald, Bonnie McKee, Mathieu Jomphe-Lepine |
| 2011 | Britney Spears       | Femme Fatale                               | "I Wanna Go"                                           | Johan Schuster, Savan Kotecha |
| 2011 | Britney Spears       | Femme Fatale                               | "Till the World Ends"                                  | Alexander Kronlund, Kesha Sebert, Lukasz Gottwald |
| 2011 | Britney Spears       | Femme Fatale                               | "Inside Out"                                           | Lukasz Gottwald, Mathieu Jomphe-Lepine |
| 2011 | Britney Spears       | Femme Fatale                               | "Seal It With a Kiss"                                  | Lukasz Gottwald, Bonnie McKee, Henry Walter |
| 2011 | Britney Spears       | Femme Fatale                               | "Criminal"                                             | Johan Schuster, Tiffany Amber |
| 2011 | Britney Spears       | Femme Fatale                               | "Up n' Down"                                           | Johan Schuster, Savan Kotecha |
| 2011 | Miranda Cosgrove     | High Maintenance                           | "Dancing Crazy"                                        | Johan Schuster, Avril Lavigne |
| 2011 | Fireal               | The Dark Side                              | "Breathe"                                              | Per Aldeheim, Tuomas Miettinen, Caleb Daniel Lit |
| 2011 | Avril Lavigne        | Goodbye Lullaby                            | "What the Hell"                                        | Johan Schuster, Avril Lavigne |
| 2011 | Avril Lavigne        | Goodbye Lullaby                            | "Wish You Were Here"                                   | Johan Schuster, Avril Lavigne |
| 2011 | Avril Lavigne        | Goodbye Lullaby                            | "Smile"                                                | Johan Schuster, Avril Lavigne |
| 2011 | Avril Lavigne        | Goodbye Lullaby                            | "I Love You"                                           | Johan Schuster, Avril Lavigne |
| 2011 | Glee Cast            | Glee: The Music, Volume 5                  | "Loser like Me"                                        | Adam Anders, Peer Åström, Savan Kotecha, Johan Schuster |
| 2011 | Glee Cast            | Glee: The Music, Volume 6                  | "Light Up the World"                                   | Adam Anders, Peer Åström, Johan Schuster, Savan Kotecha |
| 2011 | Those Dancing Days   | Daydreams & Nightmares                     | "Can't Find Entrance"                                  | Johan Schuster, Cecilia Efraimsson, Marianne Evrell, Linnea Jonsson, Rebecka Rolfart, Lisa Wirstrom |
| 2011 | BC Jean              | TBD                                        | "I'll Survive You"                                     | Johan Schuster, Savan Kotecha |
| 2011 | BC Jean              | TBD                                        | "Hate Me"                                              | Johan Schuster, Britney Jean Carlson |
| 2011 | Pitbull              | Planet Pit                                 | "Come N Go"                                            | Armando Christian Pérez, Lukasz Gottwald, Benjamin Levin, Enrique Iglesias |
| 2011 | Cher Lloyd           | Sticks + Stones                            | "With Ur Love"                                         | Johan Schuster, Savan Kotecha |
| 2011 | Jessie J             | Who You Are                                | "Domino"                                               | Lukasz Gottwald, Claude Kelly, Jessica Cornish, Henry Walter |
| 2011 | Cervello             | Cervello                                   | "Cause I Am"                                           | Alexandra Talomaa, Pierre Stenson, Rickard Eriksson, Sigvard Jarrebring, Gunnar Lilja |
| 2012 | Katy Perry           | Teenage Dream: The Complete Confection     | "Part of Me"                                           | Lukasz Gottwald, Bonnie McKee, Katy Perry |
| 2012 | Katy Perry           | Teenage Dream: The Complete Confection     | "Wide Awake"                                           | Katy Perry, Lukasz Gottwald, Bonnie McKee, Henry Walter |
| 2012 | Nicki Minaj          | Pink Friday: Roman Reloaded                | "Va Va Voom"                                           | Onika Maraj, Lukasz Gottwald, Allan Grigg, Henry Walter |
| 2012 | Nicki Minaj          | Pink Friday: Roman Reloaded                | "Masquerade"                                           | Onika Maraj, Lukasz Gottwald, Benjamin Levin, Henry Walter |
| 2012 | Maroon 5             | Overexposed                                | "One More Night"                                       | Adam Levine, Johan Schuster, Savan Kotecha |
| 2012 | Maroon 5             | Overexposed                                | "Daylight"                                             | Adam Levine, Mason Levy, Sam Martin |
| 2012 | Usher                | Looking 4 Myself                           | "Scream"                                               | Johan Schuster, Savan Kotecha, Usher Raymond IV |
| 2012 | Justin Bieber        | Believe                                    | "Beauty and a Beat"                                    | Savan Kotecha, Anton Zaslavski, Onika Maraj |
| 2012 | will.i.am            | #willpower                                 | "This Is Love"                                         | Eva Simons, William Adams, Steve Angello, Sebastian Ingrosso, Mike Hamilton |
| 2012 | Taio Cruz            | TY.O                                       | "Fast Car"                                             | Taio Cruz, Klas Åhlund, Alexander Kronlund, Usher Raymond IV, Adam Baptiste |
| 2012 | Pink                 | The Truth About Love                       | "Slut Like You"                                        | Alecia Moore, Johan Schuster |
| 2012 | Taylor Swift         | Red                                        | "We Are Never Ever Getting Back Together"              | Taylor Swift, Johan Schuster |
| 2012 | Taylor Swift         | Red                                        | "22"                                                   | Taylor Swift, Johan Schuster |
| 2012 | Taylor Swift         | Red                                        | "I Knew You Were Trouble"                              | Taylor Swift, Johan Schuster |
| 2012 | Christina Aguilera   | Lotus                                      | "Your Body"                                            | Tiffany Amber, Savan Kotecha, Johan Schuster |
| 2012 | Christina Aguilera   | Lotus                                      | "Let There Be Love"                                    | Johan Schuster, Savan Kotecha, Bonnie McKee, Oliver Goldstein, Oscar Holter, Jakke Erixson |
| 2012 | Carly Rae Jepsen     | Kiss                                       | "Tonight I'm Getting Over You"                         | Carly Rae Jepsen, Lukas Hilbert, Clarence Coffee Jr, Shiloh Hoganson, Katerina Loules |
| 2012 | Kesha                | Warrior                                    | "Warrior"                                              | Kesha Sebert, Pebe Sebert, Lukasz Gottwald, Henry Walter |
| 2012 | Kesha                | Warrior                                    | "C'Mon"                                                | Kesha Sebert, Lukasz Gottwald, Benjamin Levin, Bonnie McKee, Henry Walter |
| 2012 | Kesha                | Warrior                                    | "Wherever You Are"                                     | Kesha Sebert, Lukasz Gottwald, Henry Walter |
| 2012 | Kesha                | Warrior                                    | "Only Wanna Dance with You"                            | Kesha Sebert, Lukasz Gottwald, Henry Walter |
| 2012 | Kesha                | Warrior                                    | "Supernatural"                                         | Kesha Sebert, Lukasz Gottwald, Benjamin Levin, Nik Kershaw, Henry Walter |
| 2012 | Kesha                | Warrior                                    | "All That Matters (The Beautiful Life)"                | Kesha Sebert, Lukas Hilbert, Savan Kotecha, Alexander Kronlund, Johan Schuster |
| 2013 | Becky G              | Play It Again EP                           | "Play It Again"                                        | Rebbeca Marie Gomez, Joshua Coleman, Lukasz Gottwald, Niles Hollowell-Dhar, Henry Walter |
| 2013 | Becky G              | Play It Again EP                           | "Can't Get Enough"                                     | Rebbeca Marie Gomez, Armando C. Perez, Niles Hollowell-Dhar, Tzvetin Todorov, Gregor Salto, Lukasz Gottwald, Urales Vargas, Henry Walter |
| 2013 | Backstreet Boys      | In a World like This                       | "In a World like This"                                 | Kristian Lundin, Savan Kotecha |
| 2013 | Cassadee Pope        | Frame by Frame                             | "Easier to Lie"                                        | Savan Kotecha, Johan Schuster |
| 2013 | Emblem3              | Nothing to Lose                            | "Nothing to Lose"                                      | Johan Carlsson, Jacob Kasher Hindlin, Marco Borrero |
| 2013 | G.R.L.               | Music from and Inspired by The Smurfs 2    | "Vacation"                                             | Lukasz Gottwald, Henry Walter, Bonnie McKee |
| 2013 | Katy Perry           | Prism                                      | "Roar"                                                 | Katy Perry, Lukasz Gottwald, Bonnie McKee, Henry Walter |
| 2013 | Katy Perry           | Prism                                      | "Legendary Lovers"                                     | Katy Perry, Lukasz Gottwald, Bonnie McKee, Henry Walter |
| 2013 | Katy Perry           | Prism                                      | "Birthday"                                             | Katy Perry, Lukasz Gottwald, Bonnie McKee, Henry Walter |
| 2013 | Katy Perry           | Prism                                      | "Walking on Air"                                       | Katy Perry, Klas Åhlund, Caméla Leierth, Adam Baptiste |
| 2013 | Katy Perry           | Prism                                      | "Unconditionally"                                      | Katy Perry, Lukasz Gottwald, Henry Walter |
| 2013 | Katy Perry           | Prism                                      | "Dark Horse"                                           | Katy Perry, Jordan Houston, Lukasz Gottwald, Sarah Hudson, Henry Walter |
| 2013 | Katy Perry           | Prism                                      | "This Is How We Do"                                    | Katy Perry, Klas Åhlund |
| 2013 | Katy Perry           | Prism                                      | "International Smile"                                  | Katy Perry, Lukasz Gottwald, Henry Walter |
| 2013 | Katy Perry           | Prism                                      | "Ghost"                                                | Katy Perry, Lukasz Gottwald, Bonnie McKee, Henry Walter |
| 2013 | Katy Perry           | Prism                                      | "Love Me"                                              | Katy Perry, Christian Karlsson, Vincent Pontare, Magnus Lidehäll |
| 2014 | Cher Lloyd           | Sorry I'm Late                             | "Dirty Love"                                           | Cher Lloyd, Savan Kotecha, Johan Schuster, Jakob Jerlström, Ludvig Söderberg |
| 2014 | MKTO                 | MKTO                                       | "Forever Until Tomorrow"                               | Carl Falk, Rami Yacoub, Savan Kotecha, Emanuel Kiriakou, Evan Bogart |
| 2014 | G.R.L.               | G.R.L.                                     | "Show Me What You Got"                                 | Lukasz Gottwald, Henry Walter, Jacob Kasher Hindlin |
| 2014 | G.R.L.               | G.R.L.                                     | "Rewind"                                               | Lukasz Gottwald, Henry Walter, Ammar Malik, Jacob Kasher Hindlin |
| 2014 | Pitbull              | Globalization                              | "Wild Wild Love"                                       | Lukasz Gottwald, Henry Walter, Ammar Malik, Armando Christian Pérez, Alexander Castillo Vasquez |
| 2014 | Bonnie McKee         |                                            | "Everything But You"                                   | Klas Åhlund, Bonnie McKee, John Newman |
| 2014 | Shakira              | Shakira                                    | "Dare (La La La)"                                      | Shakira Isabel Mebarak Ripoll, Lukasz Gottwald, Mathieu Jomphe-Lepine, Henry Walter, Jay Singh, Raelene Arreguin, John J. Conte Jr. |
| 2014 | Zlatan               |                                            | "Du Gamla Du Fria"                                     | Linus Eklöw, Traditional |
| 2014 | Ariana Grande        | My Everything                              | "Problem"                                              | Ilya Salmanzadeh, Amethyst Kelly, Savan Kotecha |
| 2014 | Ariana Grande        | My Everything                              | "Break Free"                                           | Savan Kotecha, Anton Zaslavski |
| 2014 | Ariana Grande        | My Everything                              | "Love Me Harder"                                       | Almad Balshe, Savan Kotecha, Abel Tesfaye, Peter Svensson, Ali Payami |
| 2014 | Ariana Grande        | My Everything                              | "Bang Bang"                                            | Rickard Göransson, Savan Kotecha, Onika Maraj |
| 2014 | Jennifer Lopez       | A.K.A.                                     | "First Love"                                           | Savan Kotecha, Ilya Salmanzadeh |
| 2014 | Wrabel               |                                            | "All My Friends"                                       | Stephen Wrabel, Drew Pearson |
| 2014 | Jessie J             | Sweet Talker                               | "Bang Bang"                                            | Rickard Göransson, Savan Kotecha, Onika Maraj |
| 2014 | Taylor Swift         | 1989                                       | "Blank Space"                                          | Taylor Swift, Johan Schuster |
| 2014 | Taylor Swift         | 1989                                       | "Style"                                                | Taylor Swift, Johan Schuster, Ali Payami |
| 2014 | Taylor Swift         | 1989                                       | "All You Had to Do Was Stay"                           | Taylor Swift |
| 2014 | Taylor Swift         | 1989                                       | "Shake It Off"                                         | Taylor Swift, Johan Schuster |
| 2014 | Taylor Swift         | 1989                                       | "Bad Blood"                                            | Taylor Swift, Kendrick Lamar, Johan Schuster |
| 2014 | Taylor Swift         | 1989                                       | "How You Get the Girl"                                 | Taylor Swift, Johan Schuster |
| 2014 | Taylor Swift         | 1989                                       | "Wildest Dreams"                                       | Taylor Swift, Johan Schuster |
| 2014 | Taylor Swift         | 1989                                       | "Wonderland"                                           | Taylor Swift, Johan Schuster |
| 2014 | Taylor Swift         | 1989                                       | "New Romantics"                                        | Taylor Swift, Johan Schuster |
| 2014 | Sharks               |                                            | "Wait"                                                 | Joakim Jarl, Svidden, Linus Eklöw, Jonnali Parmenius, Johan Sigerud, Marcus Grindebäck, Sophia Englund, Susanna Friberg |
| 2015 | Usher                | UR                                         | "Bedroom"                                              | Usher Raymond IV, Ilya Salmanzadeh, Savan Kotecha |
| 2015 | Kevin McHale         | Gemini                                     | "Realize"                                              | Savan Kotecha, Ilya Salmanzadeh, Ester Dean, Rickard Göransson |
| 2015 | Luigi Masi           |                                            | "On Fire"                                              | Savan Kotecha, Ali Payami, Bebe Rexha |
| 2015 | Tori Kelly           | Unbreakable Smile                          | "Nobody Love"                                          | Victoria Kelly, Savan Kotecha, Rickard Göransson |
| 2015 | Tori Kelly           | Unbreakable Smile                          | "California Lovers"                                    | Victoria Kelly, Savan Kotecha, Rickard Göransson, Ali Payami, James Todd Smith |
| 2015 | Tori Kelly           | Unbreakable Smile                          | "Falling Slow"                                         | Victoria Kelly, Johan Carlsson |
| 2015 | Robin Thicke         | TBA                                        | "Back Together"                                        | Robin Thicke, Onika Maraj, Savan Kotecha, Ali Payami |
| 2015 | Adam Lambert         | The Original High                          | "Ghost Town"                                           | Adam Lambert, Sterling Fox, Ali Payami, Tobias Karlsson |
| 2015 | Adam Lambert         | The Original High                          | "Another Lonely Night"                                 | Adam Lambert, Sterling Fox, Ali Payami |
| 2015 | The Weeknd           | Beauty Behind the Madness                  | "Can't Feel My Face"                                   | Abel Tesfaye, Savan Kotecha, Ali Payami, Peter Svensson |
| 2015 | The Weeknd           | Beauty Behind the Madness                  | "In the Night"                                         | Abel Tesfaye, Savan Kotecha, Ali Payami, Peter Svensson, Almad Balshe |
| 2015 | Natalie La Rose      | TBA                                        | "Around the World"                                     | Ilya Salmanzadeh, Savan Kotecha, Rickard Göransson, Marco Borrero, Justin Franks, Willie Maxwell |
| 2015 | Demi Lovato          | Confident                                  | "Cool for the Summer"                                  | Demetria Lovato, Alexander Kronlund, Savan Kotecha, Ali Payami |
| 2015 | Demi Lovato          | Confident                                  | "Confident"                                            | Demetria Lovato, Ilya Salmanzadeh, Savan Kotecha |
| 2015 | Selena Gomez         | Revival                                    | "Hands to Myself"                                      | Julia Michaels, Justin Tranter, Robin Fredriksson, Mattias Larsson, Selena Gomez |
| 2015 | Ellie Goulding       | Delirium                                   | "On My Mind"                                           | Elena Jane Goulding, Savan Kotecha, Ilya Salmanzadeh |
| 2015 | Ellie Goulding       | Delirium                                   | "Codes"                                                | Elena Jane Goulding, Savan Kotecha, Ilya Salmanzadeh |
| 2015 | Ellie Goulding       | Delirium                                   | "Love Me like You Do"                                  | Savan Kotecha, Ilya Salmanzadeh, Ali Payami, Tove Nilsson |
| 2015 | Ellie Goulding       | Delirium                                   | "Don't Need Nobody"                                    | Elena Jane Goulding, Savan Kotecha, Peter Svensson, Ludvig Söderberg, Jakob Jerlström |
| 2015 | Ellie Goulding       | Delirium                                   | "Army"                                                 | Elena Jane Goulding, Savan Kotecha, Ali Payami |
| 2015 | Ellie Goulding       | Delirium                                   | "Lost and Found"                                       | Elena Jane Goulding, Laleh Pourkarim, Carl Falk, Joakim Berg |
| 2015 | Adele                | 25                                         | "Send My Love (to Your New Lover)"                     | Adele Adkins, Johan Schuster |
| 2016 | Ariana Grande        | Dangerous Woman                            | "Dangerous Woman"                                      | Johan Carlsson, Ross Golan |
| 2016 | Ariana Grande        | Dangerous Woman                            | "Into You"                                             | Ariana Grande, Savan Kotecha, Alexander Kronlund, Ilya Salmanzadeh |
| 2016 | Ariana Grande        | Dangerous Woman                            | "Side to Side"                                         | Ariana Grande, Savan Kotecha, Alexander Kronlund, Onika Maraj, Ilya Salmanzadeh |
| 2016 | Ariana Grande        | Dangerous Woman                            | "Greedy"                                               | Savan Kotecha, Alexander Kronlund, Ilya Salmanzadeh |
| 2016 | Ariana Grande        | Dangerous Woman                            | "Sometimes"                                            | Savan Kotecha, Peter Svensson, Ilya Salmanzadeh |
| 2016 | Ariana Grande        | Dangerous Woman                            | "Bad Decisions"                                        | Ariana Grande, Savan Kotecha, Ilya Salmanzadeh |
| 2016 | Ariana Grande        | Dangerous Woman                            | "Touch It"                                             | Savan Kotecha, Peter Svensson, Ali Payami |
| 2016 | Daye Jack            | TBA                                        | "350 Days"                                             | Daye Jack, Ali Payami |
| 2016 | Frej Larsson         | TBA                                        | "Mitt Team"                                            | Frej Larsson, Joy M'Batha, Johan Schuster, Oscar Holter |
| 2016 | Nick Jonas           | Last Year Was Complicated                  | "Under You"                                            | Savan Kotecha, Rickard Göransson, Ali Payami, Bebe Rexha |
| 2016 | Pink                 | Alice Through the Looking Glass            | "Just like Fire"                                       | Alecia Moore, Johan Schuster, Oscar Holter |
| 2016 | Justin Timberlake    | Trolls: Original Motion Picture Soundtrack | "Can't Stop the Feeling!"                              | Justin Timberlake, Johan Schuster |
| 2016 | Justin Timberlake    | Trolls: Original Motion Picture Soundtrack | "Hair Up"                                              | Justin Timberlake, Savan Kotecha, Johan Schuster, Oscar Holter |
| 2016 | Justin Timberlake    | Trolls: Original Motion Picture Soundtrack | "What U Workin' With?"                                 | Justin Timberlake, Savan Kotecha, Peter Svensson, Ilya Salmanzadeh |
| 2016 | G-Eazy               | Ghostbusters                               | "Saw It Coming"                                        | Peter Svensson, Savan Kotecha, Ali Payami, Gerald Earl Gillum, Ray Parker Jr. |
| 2016 | Katy Perry           | "Rise"                                     | "Rise"                                                 | Katheryn Hudson, Savan Kotecha, Ali Payami |
| 2016 | The Band Perry       | My Bad Imagination                         | "Never Been Hurt"                                      | Savan Kotecha, Rickard Göransson, Kimberly Perry, Neil Perry, Reid Perry |
| 2016 | The Weeknd           | Starboy                                    | "Rockin'"                                              | Abel Tesfaye, Peter Svensson, Savan Kotecha, Ali Payami, Ahmad Balshe |
| 2016 | The Weeknd           | Starboy                                    | "Love to Lay"                                          | Abel Tesfaye, Peter Svensson, Savan Kotecha, Ali Payami, Ahmad Balshe |
| 2016 | The Weeknd           | Starboy                                    | "A Lonely Night"                                       | Abel Tesfaye, Peter Svensson, Savan Kotecha, Ali Payami, Ahmad Balshe, Jason Quenneville |
| 2016 | The Weeknd           | Starboy                                    | "Ordinary Life"                                        | Abel Tesfaye, Peter Svensson, Savan Kotecha, Ali Payami, Ahmad Balshe, Martin McKinney, Henry Walter |
| 2017 | Katy Perry           | Witness                                    | "Chained to the Rhythm" (featuring Skip Marley)        | Katheryn Hudson, Sia Furler, Ali Payami, Skip Marley |
| 2017 | Katy Perry           | Witness                                    | "Bon Appétit" (featuring Migos)                        | Katheryn Hudson, Quavious Keyate Marshall, Kirshnik Khari Ball, Kiari Kendrell Cephus, Johan Schuster, Oscar Holter, Ferras Alqaisi |
| 2017 | Katy Perry           | Witness                                    | "Witness"                                              | Katheryn Hudson, Savan Kotecha, Ali Payami |
| 2017 | Katy Perry           | Witness                                    | "Hey Hey Hey"                                          | Katheryn Hudson, Sia Furler, Ali Payami, Sarah Hudson |
| 2017 | Katy Perry           | Witness                                    | "Roulette"                                             | Katheryn Hudson, Ali Payami, Johan Shuster, Ferras Alqaisi |
| 2017 | Lana Del Rey         | Lust for Life                              | "Lust for Life" (featuring The Weeknd)                 | Elizabeth Grant, Rick Nowels, Abel Tesfaye |
| 2017 | Taylor Swift         | Reputation                                 | "...Ready for It?"                                     | Taylor Swift, Johan Schuster, Ali Payami |
| 2017 | Taylor Swift         | Reputation                                 | "End Game"                                             | Taylor Swift, Ed Sheeran, Johan Schuster, Nayvadius Wilburn |
| 2017 | Taylor Swift         | Reputation                                 | "I Did Something Bad"                                  | Taylor Swift, Johan Schuster |
| 2017 | Taylor Swift         | Reputation                                 | "Don't Blame Me"                                       | Taylor Swift, Johan Schuster |
| 2017 | Taylor Swift         | Reputation                                 | "Delicate"                                             | Taylor Swift, Johan Schuster |
| 2017 | Taylor Swift         | Reputation                                 | "So It Goes..."                                        | Taylor Swift, Johan Schuster, Oscar Görres |
| 2017 | Taylor Swift         | Reputation                                 | "Gorgeous"                                             | Taylor Swift, Johan Schuster |
| 2017 | Taylor Swift         | Reputation                                 | "King of My Heart"                                     | Taylor Swift, Johan Schuster |
| 2017 | Taylor Swift         | Reputation                                 | "Dancing With Our Hands Tied"                          | Taylor Swift, Johan Schuster, Oscar Holter |
| 2017 | Pink                 | Beautiful Trauma                           | "Revenge"                                              | Alecia Moore, Marshall Mathers, Johan Schuster |
| 2017 | Pink                 | Beautiful Trauma                           | "Whatever You Want"                                    | Alecia Moore, Johan Schuster |
| 2017 | Pink                 | Beautiful Trauma                           | "For Now"                                              | Alecia Moore, Julia Michaels, Robin Fredriksson, Mattias Larsson |
| 2017 | Pink                 | Beautiful Trauma                           | "Secrets"                                              | Alecia Moore, Johan Schuster, Oscar Holter |
| 2017 | James Arthur         |                                            | "Naked"                                                | James Arthur, Johan Carlsson, Savan Kotecha |
| 2018 | Noah Cyrus           |                                            | "We Are..." (featuring MØ)                             | Noah Cyrus, Savan Kotecha, Ali Payami |
| 2018 | Anne-Marie           | Speak Your Mind                            | "2002"                                                 | Benjamin Levin, Julia Michaels, Steve Mac, Ed Sheeran, Anne-Marie Nicholson, Andreas Carlsson, George Clinton, El DeBarge, Randy DeBarge, Jay E, Ice-T, Etterlene Jordan, Kristian Lundin, Nelly Alphonso Henderson, Jake Schulze, City Spud |
| 2018 | Ariana Grande        | Sweetener                                  | "No Tears Left to Cry"                                 | Ariana Grande, Savan Kotecha, Ilya Salmanzadeh |
| 2018 | Ariana Grande        | Sweetener                                  | "God Is a Woman"                                       | Ariana Grande, Savan Kotecha, Ilya Salmanzadeh, Rickard Göransson |
| 2018 | Ariana Grande        | Sweetener                                  | "Everytime"                                            | Ariana Grande, Savan Kotecha, Ilya Salmanzadeh |
| 2018 | PrettyMuch           | PRETTYMUCH So Far...                       | "No More" (featuringFrench Montana)                    | Ludvig Söderberg, Oscar Görres, Peter Svensson, Savan Kotecha, Zion Kuwonu, Austin Porter, Brandon Arreaga, Edwin Honoret, Nick Mara, Karim Kharbouch                                                                                        |
| 2019 | Ariana Grande        | Thank U, Next                              | "Bloodline"                                            | Ariana Grande, Savan Kotecha, Ilya Salmanzadeh |
| 2019 | Ariana Grande        | Thank U, Next                              | "Bad Idea"                                             | Ariana Grande, Savan Kotecha, Ilya Salmanzadeh |
| 2019 | Ariana Grande        | Thank U, Next                              | "Ghostin"                                              | Ariana Grande, Victoria Monét, Savan Kotecha, Ilya Salmanzadeh |
| 2019 | Ariana Grande        | Thank U, Next                              | "Break Up with Your Girlfriend, I'm Bored"             | Ariana Grande, Savan Kotecha, Ilya Salmanzadeh, Kevin Briggs, Kandi |
| 2019 | Pink                 | Hurts 2B Human                             | "(Hey Why) Miss You Sometime"                          | Alecia Moore, Johan Schuster |
| 2019 | Ed Sheeran           | No. 6 Collaborations Project               | "I Don't Care" (con Justin Bieber)                     | Ed Sheeran, Fred Gibson, Jason Boyd, Justin Bieber, Johan Schuster |
| 2019 | Ed Sheeran           | No. 6 Collaborations Project               | "Beautiful People" (featuring Khalid)                  | Ed Sheeran, Khalid Robinson, Fred Gibson, Johan Schuster |
| 2019 | Ed Sheeran           | No. 6 Collaborations Project               | "Remember the Name" (featuring Eminem e 50 Cent)       | Ed Sheeran, Fred Gibson, Johan Schuster, Curtis Jackson, Marshall Mathers, Rico Wade, Ray Murray, Sleepy Brown, Big Boi, André 3000 |
| 2019 | Ed Sheeran           | No. 6 Collaborations Project               | "Take Me Back to London" (featuring Stormzy)           | Ed Sheeran, Fred Gibson, Johan Schuster, Michael Omari Jr. |
| 2019 | Sam Smith            | TBA                                        | "How Do You Sleep?"                                    | Sam Smith, Savan Kotecha, Ilya Salmanzadeh |
| 2019 | Normani              | TBA                                        | "Motivation"                                           | Normani Hamilton, Ariana Grande, Ilya Salmanzadeh, Savan Kotecha |
| 2019 | Ariana Grande        | Charlie's Angels                           | "Don't Call Me Angel" (con Miley Cyrus e Lana Del Rey) | Ariana Grande, Miley Cyrus, Lana Del Rey, Ilya Salmanzadeh, Savan Kotecha, Alma-Sofia Miettinen |
| 2019 | Ariana Grande        | Charlie's Angels                           | "Bad to You" (con Normani e Nicki Minaj)               | Ariana Grande, Nicki Minaj, Brandon Hollemon, Danny Schofield, Ilya Salmanzadeh, Savan Kotecha |
| 2019 | Ariana Grande        | Charlie's Angels                           | "Nobody" (con Chaka Khan)                              | Ariana Grande, Savan Kotecha, Ilya Salmanzadeh |
| 2019 | Ariana Grande        | Charlie's Angels                           | "How I Look on You"                                    | Ariana Grande, Savan Kotecha, Ilya Salmanzadeh |
| 2019 | Tove Lo              | Sunshine Kitty                             | "Mateo"                                                | Tove Lo, Ludvig Söderberg, Jakob Jerlström |
| 2019 | Tove Lo              | Sunshine Kitty                             | "Equally Lost"" (featuring Doja Cat)                   | Tove Lo, Robin Fredriksson, Mattias Larsson, Amala Dlamin |
| 2019 | Jessie J             | & Juliet                                   | "One More Try"                                         | Oscar Holter, Jessica Cornish |
| 2019 | The Weeknd           | After Hours                                | "Blinding Lights"                                      | Abel Tesfaye, Oscar Holter, Ahmad Balshe, Jason Quenneville |
| 2020 | Lady Gaga            | Chromatica                                 | "Stupid Love"                                          | Stefani Germanotta, Ely "Rise" Weisfield, Michael Tucker, Martin Bresso |
| 2022 | Maneskin             | Supermodel                                 | "Supermodel"                                           | Damiano David, Victoria De Angelis, Thomas Raggi, Ethan Torchio, Rami Yacoub |

## Riconoscimenti
- Grammy Award[1]
  - 2000 - Candidatura come canzone dell'anno per I Want It That Way
  - 2000 - Candidatura come registrazione dell'anno per I Want It That Way
  - 2000 - Candidatura come album dell'anno per Millennium
  - 2011 - Candidatura come album dell'anno per Teenage Dream
  - 2013 - Candidatura come registrazione dell'anno per We Are Never Ever Getting Back Together
  - 2014 - Candidatura come album dell'anno per Red
  - 2014 - Candidatura come canzone dell'anno per Roar
  - 2015 - Produttore dell'anno, non classico
  - 2015 - Candidatura come canzone dell'anno per Shake It Off
  - 2015 - Candidatura come registrazione dell'anno per Shake It Off
  - 2016 - Album dell'anno per 1989
  - 2016 - Miglior album pop vocale per 1989
  - 2016 - Candidatura come registrazione dell'anno per Can't Feel My Face
  - 2016 - Candidatura come registrazione dell'anno per Blank Space
  - 2016 - Candidatura come canzone dell'anno per Blank Space
  - 2016 - Candidatura come miglior canzone scritta per media visuali per Love Me like You Do
  - 2017 - Miglior canzone scritta per media visuali per Can't Stop the Feeling!
  - 2017 - Candidatura come miglior canzone scritta per media visuali per Just like Fire
  - 2017 - Album dell'anno per 25
  - 2017 - Candidatura come produttore dell'anno, non classico
  - 2020 - Candidatura come album dell'anno per Thank U, Next
  - 2023 - Candidatura come album dell'anno per 30
  - 2023 - Candidatura come album dell'anno per Special
  - 2023 - Candidatura come album dell'anno per Music of the Spheres